# Marco Riccioni
Marco Riccioni (Pescara, 19 ottobre 1997) è un rugbista a 15 italiano, pilone del Saracens.

## Biografia
Cresciuto a Teramo, Riccioni iniziò a giocare a rugby nella sua città per poi passare a 16 anni alle giovanili dell'Aquila.
Entrò poi nell'accademia zonale di Roma e iniziò la carriera da senior in Eccellenza 2015-16 a Calvisano; finalista sconfitto al primo anno contro Rovigo, si laureò campione d'Italia nella stagione successiva.
Nel 2017 si trasferì al Benetton e debuttò in nazionale nel warm-up di preparazione alla Coppa del Mondo 2019 a Dublino contro l'Irlanda, prendendo successivamente parte alla rosa di convocati alla rassegna mondiale.
Dal 2021 milita nei londinesi Saracens con cui si è laureato campione d'Inghilterra nel 2023.

## Palmarès
- Premiership: 1
Saracens: 2022-23
- Campionati italiani: 1
Calvisano: 2016-17
- Pro14 Rainbow Cup: 1
Benetton Treviso: 2020-21